# Hermann Steuding

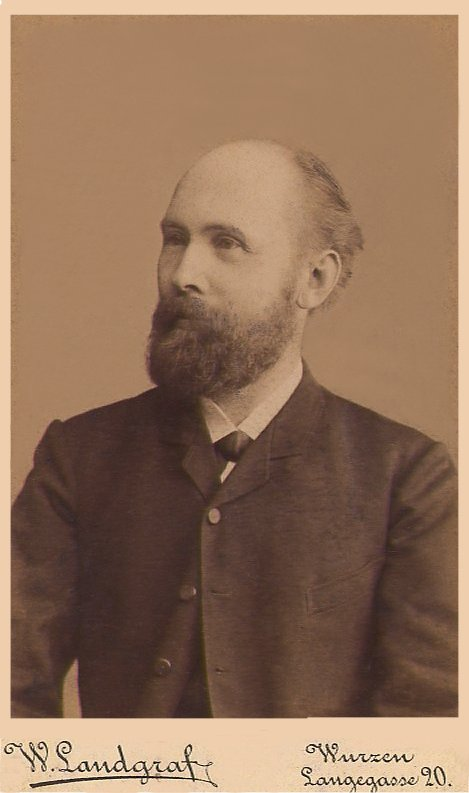
Hermann Steuding

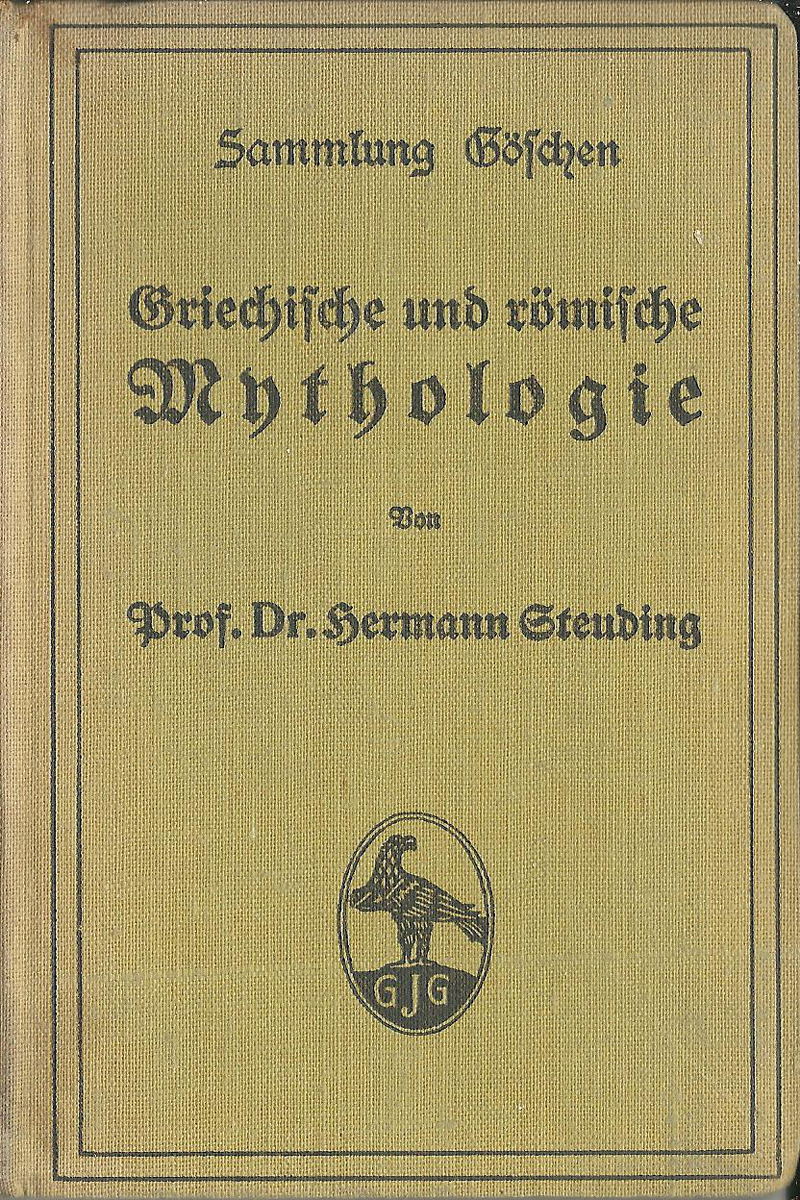
Hermann Steudings Griechische und römische Mythologie war Band 27 der Sammlung Göschen

Carl Hermann Steuding (* 15. März 1850 in Emleben bei Gotha; † 11. Oktober 1917 in Dresden-Striesen) war ein deutscher Klassischer Philologe und Gymnasiallehrer. Er unterrichtete am Ernestinum Gotha (1874–1877), an der Realschule bzw. am Gymnasium in Wurzen (1877–1905) und leitete als Rektor das Königliche Gymnasium in Schneeberg (1905–1916). Seine bekannteste Veröffentlichung ist das Handbuch Griechische und römische Mythologie.

## Leben
Hermann Steuding besuchte das Gymnasium Ernestinum in Gotha. Nach der Reifeprüfung bezog er zum Sommersemester 1870 die Universität Jena, um Klassische Philologie und Germanistik zu studieren. Während seines Studiums wurde er 1870 Mitglied der Burschenschaft Arminia auf dem Burgkeller. Beim Ausbruch des Deutsch-Französischen Kriegs unterbrach er sein Studium und nahm als Soldat an den Kämpfen teil. Anschließend setzte er sein Studium in Jena fort und wurde dort im Frühjahr 1874 zum Dr. phil. promoviert. In seiner ungedruckten Dissertation befasste er sich mit der Überlieferungsgeschichte des römischen Dichters Tibull.
Nach dem Studienabschluss unterrichtete Steuding als provisorischer Hilfslehrer am Ernestinum Gotha, wo er nach Ablegung der Lehramtsprüfung fest angestellt wurde. Zum 1. April 1877 wechselte er als Oberlehrer an die Realschule 1. Ordnung in Wurzen und beteiligte sich an ihrer Umgestaltung zu einem Königlichen Gymnasium, die 1883 erfolgte. Steuding blieb an dieser Schule noch mehr als zwanzig Jahre tätig, ehe er am 28. Juni 1905 zum Rektor des Königlichen Gymnasiums in Schneeberg ernannt wurde. Bei seiner Amtseinführung am 9. Oktober 1905 hielt er eine Rede über Wesen und Bedeutung der gymnasialen Erziehung in der Gegenwart. Nach elf Dienstjahren trat Steuding 1916 mit dem Titel „Oberstudienrat“ in den Ruhestand. Er zog in den Dresdener Stadtteil Striesen und starb dort am 11. Oktober 1917.
Steudings ursprünglicher Forschungsschwerpunkt war die Textkritik der römischen Schriftsteller. Durch seine Unterrichtstätigkeit fand er jedoch zu neuen Aufgaben. Er veröffentlichte Schulbücher zur antiken Literatur, Kunst und Kultur sowie zur deutschen Literatur, die mehrere Auflagen erlebten, darunter die Denkmäler antiker Kunst (1896, 1907) und eine kommentierte Schulausgabe von Goethes Faust (1900, 1911, 1918). Seine Ansichten zum deutschen Literaturunterricht legte er in einer Abhandlung nieder, die 1898 unter dem Titel Die Behandlung der deutschen Nationallitteratur in der Oberprima des Gymnasiums an den Hauptwerken Goethes erläutert erschien. Sein bedeutendstes und am weitesten verbreitetes Werk ist das Handbuch Griechische und römische Mythologie, das nach seinem ersten Erscheinen (1892) bis 1919 fünf Auflagen erlebte. Auch die in den Vereinigten Staaten (1897), Großbritannien (1901) und Spanien (1925) erschienenen Übersetzungen und Umarbeitungen dieses Buches wurden mehrmals aufgelegt, die spanische bis 1953 sogar siebenmal.
Steuding veröffentlichte außerdem Aufsätze und Rezensionen sowie Artikel in Roschers Ausführlichem Lexikon der griechischen und römischen Mythologie.

## Schriften (Auswahl)

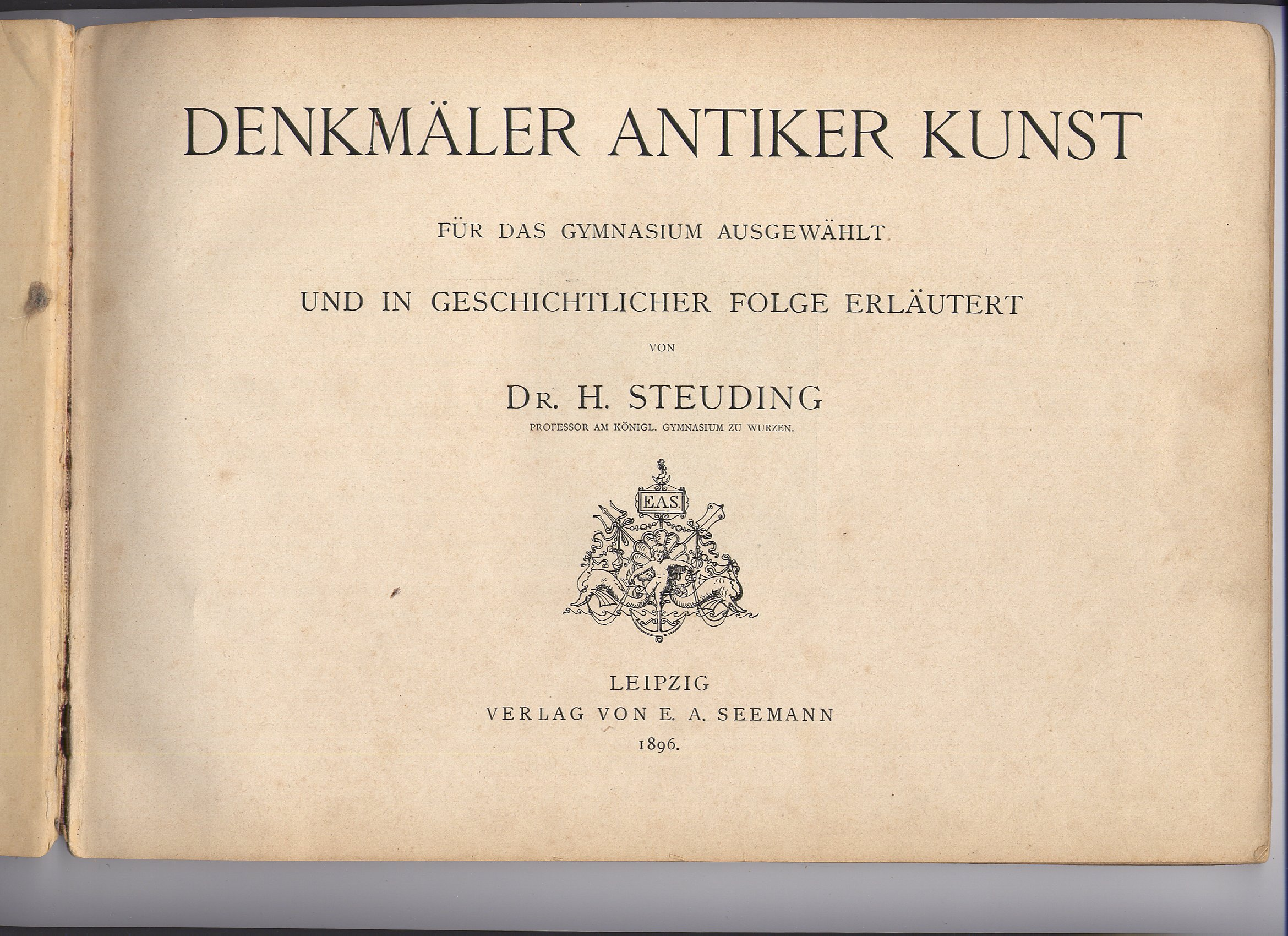
Titelblatt von Denkmäler antiker Kunst

- Beiträge zur Textkritik im Dialog des Tacitus. Wurzen 1878 (Schulprogramm)
- Griechische und römische Mythologie. Stuttgart 1892 (Digitalisat). 2. Auflage, Leipzig 1901. 3. Auflage 1905. 4. Auflage, Berlin/Leipzig 1913. 5. Auflage, Berlin 1919
  - Englische Übersetzung von Karl Pomeroy Harrington und Herbert Cushing Tolman: Greek and Roman Mythology. Boston/New York/Chicago 1897
  - Englische Übersetzung von Lionel D. Barnett: Greek and Roman Mythology and Heroic Legend. London 1901
  - Spanische Übersetzung von José Camón Aznar: Mitología griega y romana. Barcelona 1925
- Denkmäler antiker Kunst. Für das Gymnasium ausgewählt und in geschichtlicher Folge erläutert. Leipzig 1896. 2. Auflage 1907
- Die Behandlung der deutschen Nationallitteratur in der Oberprima des Gymnasiums an den Hauptwerken Goethes erläutert. Wurzen 1898 (Schulprogramm)
- Goethes Faust. Für den Schulgebrauch herausgegeben und erklärt von Hermann Steuding. 2 Teile, Leipzig 1899/1900. 2. neubearbeitete Auflage 1911. 3. neubearbeitete Auflage 1918
- Hilfsbuch für den deutschen Unterricht. Eine Beigabe zu jeder Schulliteraturgeschichte. Leipzig 1903
- Bericht über die Fünfundzwanzigjahrfeier der Schule. Schwarzenberg 1914 (Jubiläumsschrift des Gymnasiums in Schneeberg)
- Edelsteine griechischen Schrifttums. Ausgewählt und mit Benutzung älterer Uebersetzungen in das Deutsche übertragen. Leipzig 1917